# Rittenhouse (cráter)

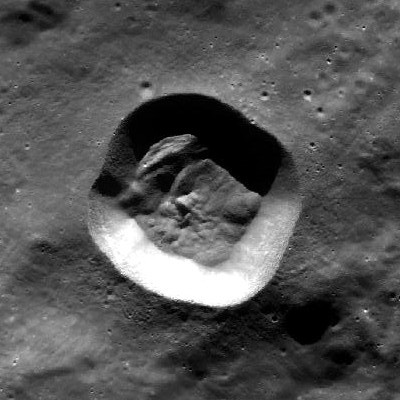
Imagen LRO del cráter

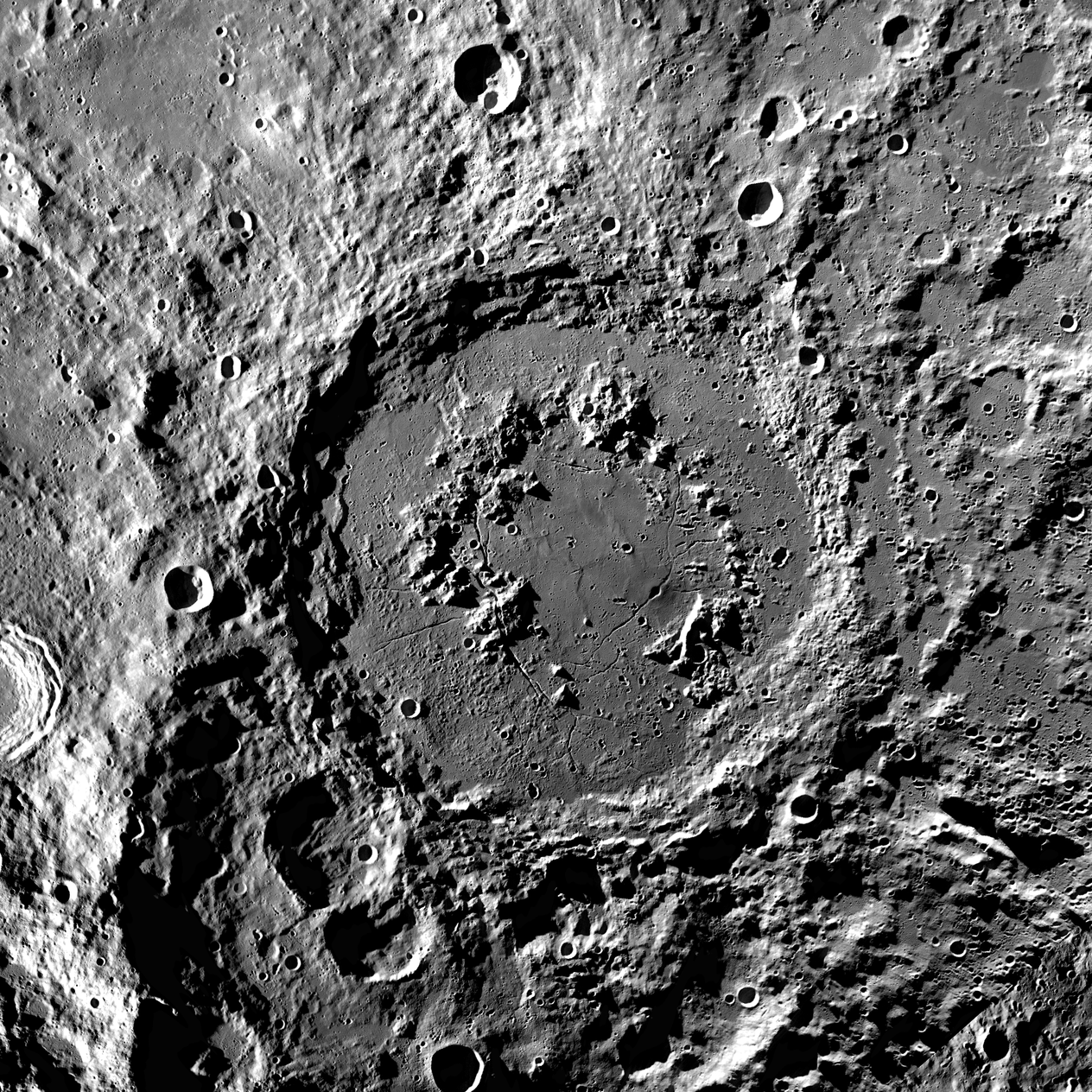
El cráter Schrödinger, con Rittenhouse en su contorno (es el pequeño cráter que aparece en la parte izquierda de la fotografía)

Rittenhouse es un pequeño cráter de impacto que se encuentra en la parte sur de la cara oculta de la Luna. Se localiza sobre las rampas exteriores occidentales de la inmensa planicie amurallada del cráter Schrödinger. Al oeste se halla el prominente cráter Hale, apenas visible desde la Tierra por encontrarse sobre el terminador lunar.
Es una formación redondeada pero no del todo circular, con un aspecto ligeramente cuadrangular. El labio del borde está claramente definido y ha recibido poco desgaste achacable a impactos menores. La pared interior carece casi de rasgos distintivos, inclinándose suavemente hacia un interior rugoso e irregular.
Este cráter lleva el nombre del astrónomo estadounidense David Rittenhouse (1732-1796).